# Lewis (seizoen 6)
Het zesde seizoen van Lewis liep van 16 mei 2012 tot en met 6 juni 2012 en bevatte vier afleveringen. 

## Rolverdeling
- Kevin Whately - inspecteur Robert Lewis
- Laurence Fox - rechercheur James Hathaway
- Rebecca Front - chief superintendent Jean Innocent
- Clare Holman -  patholoog-anatoom Laura Hobson

## Afleveringen
| Nr. | Aflevering | Titel                | Regisseur       | Schrijver         | Selectie gastrollen | Uitzenddatum |  |
| --- | ---------- | -------------------- | --------------- | ----------------- | --- | ------------ |  |
| 21 | 1          | The Soul of Genius   | Brian Kelly     | Rachel Bennette   | Daisy May - Mia Wallace Oliver Johnstone - Vincent Vega Annabel Mullion - Thea Falconer James Fleet - dr. Alex Falconer Nadine Lewington - Liv Nash Alex Jennings - Conor Hawes Matilda Ziegler - Helena Wright                                          | 16 mei 2012  |  |
| Een botanicus ontdekt bij het graven het lichaam van een professor die als levensdoel had het ontrafelen van een gedicht van Lewis Carroll. Het slachtoffer had een langdurige vete met zijn broer, en dit geeft Lewis en Hathaway een belangrijke verdachte. Het onderzoek wordt echter gehinderd door twee studenten die toegang willen tot een mysterieuze club. Dan komt er een nieuwe verdachte ten tonele, een professor die bezig is met zijn eigen onderzoek naar een medicijn voor kanker voor zijn terminale vrouw. |            |                      |                 |                   | |              |  |
| 22 | 2          | Generation of Vipers | David O'Neill   | Patrick Harbinson | Julie Cox - Miranda Thornton Royce Pierreson - Oliver Bowcock Freddie Fox - Sebastian Dromgoole Roxanne McKee - Briony Keagan Toby Stephens - David Connelly Jack Holden - Ben Newbound Josh O'Connor - Charlie Stephenson                               | 23 mei 2012  |  |
| Een professor voelt zich vernederd door een uitgelekte datingvideo van haarzelf, op een website die bekeken wordt door haar studentes. De volgende morgen wordt zij dood in haar woning gevonden, en op het eerste gezicht lijkt het zelfmoord. Lewis is hiervan niet overtuigd en bijt zich vast in het onderzoek, tot ergernis van zijn baas. Het onderzoek brengt hem naar verschillende verdachten en wanneer er nog een slachtoffer valt, raakt Lewis meer van overtuigd dat er twee moorden zijn gepleegd. Maar als hij en Hathaway steeds dichter bij de waarheid komen, ontdekken zij dat zij ook een doelwit worden van online pesterijen. |            |                      |                 |                   | |              |  |
| 23 | 3          | Fearful Symmetry     | Nicholas Renton | Russell Lewis     | Georgia Taylor - Honey Addams Ciarán McMenamin - Nick Addams Katrine De Candole - Davina Garland Gary Kemp - Tom Garland Pierro Niel-Mee - Gideon Massey Con O'Neill - dr. Bob Massey Gregor Truter - dr. Joshua Ezrin Abigail Hardingham - Jessica Lake | 30 mei 2012  |  |
| Wanneer een babysitter wordt vermoord terwijl de ouders het huis uit zijn, gaan Lewis en Hathaway op onderzoek uit. Aangezien het slachtoffer op het laatste moment voor deze taak werd gevraagd, moet eerst uitgezocht worden of zij het doelwit was. Het slachtoffer werd in een bepaalde positie vastgebonden gevonden, is zij zo vermoord of is zij zo later geplaatst? Tijdens het onderzoek wordt een vriend van het slachtoffer ook vermoord, dit brengt meer vragen naar boven. Het onderzoek brengt Lewis en Hathaway naar een wereld van partnerruil en fetisjfotografie. |            |                      |                 |                   | |              |  |
| 24 | 4          | The Indelible Stain  | Tim Fywell      | Simon Block       | Harriet Madeley - Emily Robinson Richard Southgate - Will Pascoe David Soul - Paul Yelland David Calder - Andrew Lipton Pippa Bennett-Warner - Nina Clemens Jake Curran - Adam Pettle Nancy Carroll - Anne Rand                                          | 6 juni 2012  |  |
| Wanneer een Amerikaanse professor een bezoek brengt aan Oxford en een controversiële speech houdt, zijn veel toeschouwers bang dat zijn ideeën gebruikt zullen worden tegen etnische minderheden. De volgende morgen wordt de professor dood gevonden in zijn hotelkamer en Lewis en Hathaway gaan op onderzoek uit. Dr. Hobson sluit al snel uit dat het slachtoffer zelfmoord heeft gepleegd, en Lewis en Hathaway ontdekken dat er veel verdachten zijn. Hieronder bevinden zich een lokale antiracisme-activiste en een leraar die zijn vrouw bedroog met een studente. Zijn vrouw was tevens de voorzitster van de stichting die de Amerikaanse professor binnen haalde. Wanneer er een tweede moord wordt gepleegd moeten Lewis en Hathaway meer aanwijzingen doornemen om zo de dader te vinden. |            |                      |                 |                   | |              |  |